# La sirenita (musical)
La sirenita es un musical con libreto de Doug Wright, música de Alan Menken y letras de Howard Ashman y Glenn Slater, basado en la película homónima de Walt Disney Animation Studios de 1989, que a su vez es una adaptación del cuento clásico de Hans Christian Andersen. Su trama central se desarrolla en torno a Ariel, una joven sirena fascinada por el mundo de los humanos que entrega su voz a una bruja a cambio de poder vivir fuera del mar y así conquistar al hombre al que ama.
El espectáculo se estrenó en 2008 en el Lunt-Fontanne Theatre de Broadway, dirigido por Francesca Zambello y protagonizado por Sierra Boggess. En 2012 dio el salto a Europa con una producción completamente nueva dirigida por Glenn Casale, que debutó en los Países Bajos y posteriormente también ha podido verse en Rusia y Japón.
Debido a que gran parte de la historia transcurre en localizaciones submarinas, La sirenita se caracteriza por el empleo de distintas técnicas para recrear el fondo del océano y simular los movimientos acuáticos de los personajes.

## Desarrollo
Después de las exitosas adaptaciones teatrales de La bella y la bestia y El rey león, Thomas Schumacher, presidente de Disney Theatrical, propuso llevar a Broadway otro de los títulos emblemáticos de la compañía, La sirenita. En un principio, Schumacher reclutó al coreógrafo Matthew Bourne para dirigir el espectáculo, pero diferencias de criterio entre los dos provocaron la marcha de Bourne. Así fue como entró a formar parte del proyecto la directora Francesca Zambello, cuya experiencia en el mundo de la ópera y en el manejo de elementos de fantasía la hacían idónea para el desafío de recrear el universo submarino. Zambello tomó la decisión de no utilizar agua ni actores suspendidos en el aire por cables y encargó el diseño de producción a colaboradores suyos habituales como el escenógrafo George Tsypin, la figurinista Tatiana Noginova o la diseñadora de iluminación Natasha Katz, sugiriéndoles el empleo de materiales traslúcidos y efectos de luces para las escenas acuáticas.
Alan Menken compuso nuevas canciones junto al letrista Glenn Slater, con quien ya había trabajado en la película de animación Home on the Range y en el musical Sister Act. Estas canciones, que incluían reminiscencias al rock de los 60, el vodevil y el cabaret brechtiano, se añadieron a las ya existentes de la película, también escritas por Menken en colaboración con el desaparecido Howard Ashman. El libreto corrió a cargo de Doug Wright, quien se centró más en el deseo de Ariel de explorar un mundo en el que se siente plenamente realizada que en su interés romántico por el Príncipe Eric.
Los movimientos de las criaturas marinas fueron resueltos por el coreógrafo Stephen Mear haciendo que los actores utilizasen zapatillas Heelys, un tipo de calzado con ruedas integradas en las suelas similares a los patines. Sierra Boggess, la intérprete que originó el personaje de Ariel, ya era una experta patinadora antes de entrar en el espectáculo, pero el resto del elenco necesitó entrenamiento para acostumbrarse a las ruedas. Las colas de las sirenas se sujetaron a las caderas de los actores utilizando barras metálicas con muelles y, además, la de Ariel se equipó con un motor que movía las aletas automáticamente. Sin embargo, el mecanismo era demasiado pesado y finalmente tuvo que ser eliminado.
Los ensayos comenzaron el 29 de mayo de 2007 en los New 42nd Street Studios de Nueva York y se prolongaron durante seis semanas antes de que la compañía partiese hacia Denver para preestrenar el musical allí.

## Producciones

### Broadway
Antes de su llegada a Broadway, La sirenita debutó a modo de prueba en la Ellie Caulkins Opera House de Denver, Colorado, donde se representó durante seis únicas semanas entre el 26 de julio y el 9 de septiembre de 2007, con la totalidad de las 95 000 localidades disponibles agotadas.
Las funciones previas en Broadway comenzaron el 3 de noviembre de 2007 en el Lunt-Fontanne Theatre, antiguo hogar de La bella y la bestia, pero fueron interrumpidas temporalmente debido a la huelga de tramoyistas que sacudió los teatros neoyorquinos ese mismo mes. Como resultado, el estreno oficial previsto para el 6 de diciembre tuvo que ser pospuesto y no pudo celebrarse hasta el 10 de enero de 2008. La première contó con la presencia de Jodi Benson y Pat Carroll, las voces originales de Ariel y Úrsula respectivamente en la película de animación de 1989.
Producido por Disney Theatrical, el espectáculo supuso el debut de la directora Francesca Zambello en los escenarios de Broadway. El resto del equipo creativo lo formaron Stephen Mear en la coreografía, George Tsypin en el diseño de escenografía, Tatiana Noginova en el diseño de vestuario, Natasha Katz en el diseño de iluminación, John Shivers en el diseño de sonido, Sven Ortel en el diseño de proyecciones, Michael Kosarin en la dirección musical y Danny Troob a cargo de las orquestaciones. El reparto original estuvo encabezado por Sierra Boggess como Ariel, Sherie Rene Scott como Úrsula, Sean Palmer como Príncipe Eric, Norm Lewis como Rey Tritón, Tituss Burgess como Sebastián, Eddie Korbich como Scuttle, Jonathan Freeman como Grimsby, Tyler Maynard como Flotsam, Derrick Baskin como Jetsam, Trevor Braun, Brian D'Addario, Cody Hanford y J.J. Singleton alternándose como Flounder, y John Treacy Egan como Chef Louis. 
La respuesta del público fue en general buena, sobre todo la del target familiar al que iba dirigido, pero la crítica lo recibió con opiniones divididas. Especialmente dura fue la reseña de Ben Brantley para el New York Times, donde se refirió a La sirenita como un «musical sin encanto despojado de todo el atractivo que la película ha tenido para varias generaciones. La coherencia del argumento, los peculiares y adorables personajes, e incluso el ingenio musical de la partitura original (completada con nuevas canciones de menor calidad) han sido engullidos por un espectáculo disperso». En cambio, Richard Zoglin de la revista Time lo describió como «una de las cosas más deslumbrantes que jamás he visto sobre un escenario de Broadway».
El 30 de agosto de 2009, La sirenita bajó el telón definitivamente en el Lunt-Fontanne Theatre, tras 685 representaciones regulares y 50 previas. Thomas Schumacher, presidente de Disney Theatrical, comentó al respecto: «Sería una irresponsabilidad fiscal para nuestros accionistas arriesgarnos a tener pérdidas con un espectáculo tan grande durante el desafío histórico que supondrán los meses de otoño. Cerramos la producción de Broadway para concentrarnos en la larga vida que le espera a este título en el futuro».

### Buenos Aires
Entre el 5 de junio y el 3 de agosto de 2025, una versión abreviada de 90 minutos pudo verse en el Teatro Gran Rex de Buenos Aires, con dirección de Ariel del Mastro y un elenco liderado por Albana Fuentes como Ariel, Evelyn Botto como Úrsula, Pablo Turturiello como Príncipe Eric, Osvaldo Laport como Rey Tritón, José María Listorti como Sebastián, Nahuel Adhami como Scuttle, Alejandro Vázquez como Grimsby, Sacha Bercovich como Flotsam, Nicolás Martínez como Jetsam, Valentín Zaninelli como Flounder y Guido Savino como Chef Louis.

### Otras producciones
La sirenita se ha representado en países como Argentina, Bélgica, Brasil, Canadá, Dinamarca, Estados Unidos, Filipinas, Finlandia, Israel, Japón, Países Bajos o Rusia, y ha sido traducido a multitud de idiomas.
Tras el cierre en Broadway se anunció una gira por Estados Unidos a partir de otoño de 2010, pero finalmente el tour fue cancelado y en su lugar diferentes producciones regionales comenzaron a proliferar.
En 2012, Disney Theatrical y Stage Entertainment llegaron a un acuerdo para relanzar La sirenita en Europa con una puesta en escena completamente nueva dirigida por Glenn Casale y coreografiada por John MacInnis, artífices también de los montajes europeos de La bella y la bestia. El equipo artístico de esta versión cuenta con diseño de escenografía y vestuario de Bob Crowley, diseño de iluminación de Henk-Jan van Beek, diseño de sonido de Gareth Owen y supervisión musical de Michael Kosarin. Para simular los movimientos acuáticos de las criaturas marinas se utilizan cables y arneses que suspenden a los actores por el aire, mientras que las escenas en la superficie están inspiradas en un libro pop-up, con olas, rocas y otros elementos de cartón. El libreto también incluye diversos cambios, eliminando algunos números musicales («Human Stuff» y «I Want Good Times Back»), añadiendo otros nuevos («Daddy's Little Angel») y modificando el orden de ciertos pasajes. El personaje de Carlotta, el ama de llaves del castillo del Príncipe Eric, es omitido por completo (sus intervenciones son asumidas por Grimsby) y Flounder pasa a ser un adolescente en lugar de un niño.
La nueva producción de Stage Entertainment arrancó con un tour por Países Bajos que dio comienzo el 16 de junio de 2012 en el Nieuwe Luxor Theater de Róterdam y, tras recorrer diferentes ciudades neerlandesas, se instaló de manera permanente en el Beatrix Theater de Utrecht entre el 5 de septiembre de 2012 y el 7 de julio de 2013. Posteriormente este montaje también pudo verse en Rusia y Japón.
Una vez estrenado en Europa, Disney Theatrical dio luz verde a Glenn Casale para llevar el espectáculo revisado a Estados Unidos, donde debutó el 10 de julio de 2012 en el Wells Fargo Pavilion de Sacramento, con variaciones en la escenografía y el vestuario. En 2013 se introdujeron algunos cambios más de cara a las representaciones en la Paper Mill Playhouse de Millburn, y desde entonces esta versión se ha convertido en la oficial para teatros regionales.
Los días 3, 4 y 6 de junio de 2016, el Hollywood Bowl de Los Ángeles acogió un concierto que volvió a reunir a los miembros de la compañía original de Broadway Norm Lewis y Tituss Burgess como Rey Tritón y Sebastián respectivamente. El resto del reparto lo completaron Sara Bareilles como Ariel (Jodi Benson en la función del 6 de junio), Rebel Wilson como Úrsula, Darren Criss como Príncipe Eric, Joshua Colley como Flounder y John Stamos como Chef Louis, acompañados de una orquesta de 71 piezas dirigida por Michael Kosarin y un coro de 12 personas.

## Cambios respecto a la película de 1989
Para adaptar La sirenita a los escenarios de Broadway se realizaron algunas modificaciones en el guion de la película original y se añadieron once nuevas canciones compuestas por Alan Menken en colaboración con el letrista Glenn Slater: «The World Above», «Human Stuff», «I Want the Good Times Back», «She's in Love», «Her Voice», «Sweet Child», «Positoovity», «Beyond My Wildest Dreams», «One Step Closer», «If Only» y «The Contest». Los números musicales «Fathoms Below» y «Daughters of Triton» fueron ampliados con estrofas adicionales, mientras que «Under the Sea» cambió de lugar dentro de la trama y fue reubicado tras la destrucción de la gruta de Ariel, aunque en revisiones posteriores ha sido devuelto a su emplazamiento original. La escena de la persecución de los tiburones, que en la película sirve de presentación de los personajes de Ariel y Flounder, fue sustituida por otra en la que la protagonista admira un tenedor humano mientras canta «The World Above».
Otro añadido importante fue el parentesco entre Úrsula y Tritón, un concepto que ya aparecía en los primeros bocetos de la película de animación y que Doug Wright decidió recuperar para la versión teatral. Así, estos dos personajes pasaron a ser hermanos e hijos del rey Poseidón, soberano del mundo submarino. Tras la muerte de su padre, cada uno heredó la mitad del océano y un objeto con poderes mágicos: Úrsula, una concha de nautilino, y Tritón, su famoso tridente. Pero debido a la crueldad demostrada por Úrsula y a su implicación con la magia negra, Tritón se vio obligado a derrocarla y a asumir el control de todo el reino. La concha mágica cobra mucha importancia en la trama ya que en ella reside el poder de la bruja del mar y, además, le permite vigilar a su sobrina. En la película, en cambio, es un simple collar donde Úrsula guarda la voz de Ariel, mientras que las labores de espionaje recaen en las anguilas Flotsam y Jetsam.
En la versión reimaginada por Glenn Casale, el pasado de Úrsula es un tanto diferente, tal y como ella misma explica durante el número musical «Daddy's Little Angel». Después de asesinar a sus seis hermanas mayores y a su propio padre como venganza por haber sido menospreciada, la mujer pulpo se convirtió en soberana del reino submarino. Sin embargo, cuando su hermano pequeño Tritón, único superviviente de la masacre, se hizo adulto, desafió a la bruja y le arrebató el trono. El origen de la concha mágica también varía y pasa a ser un regalo con el que Poseidón obsequió a Úrsula para compensar su falta de cariño. Otro cambio significativo en esta versión es que la bruja del mar es la responsable de la muerte de la madre de Ariel.
El desenlace difiere por completo respecto al de la película, omitiendo la escena en la que Úrsula se transforma en un pulpo gigante y dándole mayor protagonismo a Ariel, que al final es quien consigue derrotar a la bruja del mar al destruir su concha. Flotsam y Jetsam no mueren accidentalmente atravesados por un rayo procedente del tridente de Úrsula y simplemente escapan al ver que Ariel se ha hecho con la concha. Otra subtrama eliminada es la del personaje de Vanessa, el alter ego de Úrsula, y en su lugar se incluye un certamen de princesas organizado por Grimsby con el fin de encontrar una esposa para su amo. La secuencia de la tormenta también incorpora variaciones, suprimiendo la explosión de pólvora y la intervención de Max, el perro de Eric.

## Personajes
| Personaje        | Descripción |
| Ariel            | La hija más joven del Rey Tritón, una sirena aventurera que está mucho más interesada en la vida en tierra firme que en su mundo «bajo el mar». |
| Úrsula           | La bruja del mar, una mujer pulpo expulsada del reino por sus vínculos con la magia negra. Es hermana del Rey Tritón y se aprovecha de la inocencia de su sobrina Ariel para que le entregue su voz a cambio de un par de piernas, aunque en realidad lo que busca es utilizarla para hacerse con el trono. |
| Príncipe Eric    | Un príncipe humano empeñado en encontrar a la misteriosa muchacha que lo rescató de morir ahogado, sin saber que en realidad se trata de una sirena. |
| Rey Tritón       | Soberano del reino de Atlántica y padre de Ariel. Se preocupa por su hija y por ello desaprueba sus continuas escapadas a la superficie para explorar el mundo de los humanos. Es hermano de Úrsula, la bruja del mar.                                                                                      |
| Sebastián        | Un cangrejo fiel sirviente del Rey Tritón y compositor de la corte. Es el tutor musical de Ariel y, a regañadientes, ayuda a la joven sirena a intentar conquistar al Príncipe Eric. |
| Scuttle          | Una gaviota que presume de ser un experto en objetos humanos, aunque casi siempre se equivoca cuando Ariel le pide información sobre sus hallazgos. |
| Grimsby          | Sirviente y amigo del Príncipe Eric, empeñado en que su joven amo se case con una princesa para así cumplir la promesa que le hizo al difunto rey antes de morir. |
| Flotsam y Jetsam | Dos escurridizas anguilas secuaces de Úrsula. |
| Flounder         | El mejor amigo de Ariel, un joven pez que siempre la acompaña en sus excursiones para buscar objetos humanos. |
| Chef Louis       | El cocinero del castillo del Príncipe Eric. Está obsesionado con atrapar a Sebastián y servirlo para la cena. |

## Números musicales
Producción original de Broadway
| Acto I - «Overture» - «Fathoms Below» † - «Daughters of Triton» * - «The World Above» - «Human Stuff» - «I Want the Good Times Back» - «Part of Your World» * - «Storm at Sea» - «Part of Your World (Reprise)» * - «She's in Love» - «Her Voice» - «The World Above (Reprise)» - «Under the Sea» * - «Under the Sea (Reprise)» * - «Sweet Child» - «Poor Unfortunate Souls» * | Acto II - «Entr'acte» - «Positoovity» - «Beyond My Wildest Dreams» - «Les Poissons» * - «Les Poissons (Reprise)» - «One Step Closer» - «I Want the Good Times Back (Reprise)» - «Kiss The Girl» * - «Sweet Child (Reprise)» - «If Only (Quartet)» - «The Contest» - «Poor Unfortunate Souls (Reprise)» - «If Only (Reprise)» - «Finale» |

Todas las canciones son de Alan Menken (música) y Glenn Slater (letra) excepto las indicadas:
* Letras de Howard Ashman
† Letras de Howard Ashman y Glenn Slater
Durante el proceso de gestación del musical se desecharon algunas de las nuevas canciones compuestas por Alan Menken, incluyendo dos temas escritos para el personaje de Úrsula titulados «Wasting Away» y «All Good Things Must End», y una versión alternativa del reprise de «Poor Unfortunate Souls». Estas tres canciones pueden escucharse en la maqueta que se grabó en 2006. Tras la temporada de prueba en Denver se omitieron algunos números musicales más, entre ellos el tema de Eric «Where I Belong» y un reprise de «Her Voice» que interpretaba Úrsula. El final también fue objeto de varios cambios, dejando fuera una breve repetición de «Fathoms Below» y acortando el dueto de Ariel y Eric.

Producciones de Países Bajos, Rusia y Japón
| Acto I - «Overture» - «Daughters of Triton» - «The World Above» - «Fathoms Below» - «Part of Your World» - «The Storm» - «Part of Your World (Reprise)» - «She's in Love» - «Daddy's Little Angel» - «Her Voice» - «Under the Sea» - «The World Above (Reprise)» - «If Only» - «Sweet Child» - «Poor Unfortunate Souls» | Acto II - «Entr'acte» - «Positoovity» - «Beyond My Wildest Dreams» - «Les Poissons» - «Les Poissons (Reprise)» - «One Step Closer» - «Daddy's Little Angel (Reprise)» - «Kiss the Girl» - «If Only (Quartet)» - «The Contest» - «Poor Unfortunate Souls (Reprise)» - «If Only (Reprise)» - «Finale» |

En la producción reimaginada por Glenn Casale para Países Bajos, una nueva canción titulada «Daddy's Little Angel» sustituyó a «I Want the Good Times Back», mientras que «Human Stuff» y el reprise de «Sweet Child» fueron omitidos. También se incluyó un fragmento de «If Only» interpretado por Ariel tras la destrucción de la gruta y el orden de algunos números musicales fue modificado.

Producciones regionales e internacionales actuales
| Acto I - «Overture» - «The World Above» - «Fathoms Below» - «Daughters of Triton» - «If Only (Triton's Lament)» - «Daddy's Little Angel» - «Part of Your World» - «The Storm» - «Part of Your World (Reprise)» - «She's in Love» - «Her Voice» - «Under the Sea» - «If Only (Ariel's Lament)» - «Sweet Child» - «Poor Unfortunate Souls» | Acto II - «Entr'acte» - «Positoovity» - «Beyond My Wildest Dreams» - «Les Poissons» - «Les Poissons (Reprise)» - «One Step Closer» - «Daddy's Little Angel (Reprise)» - «Kiss the Girl» - «If Only (Quartet)» - «The Contest» - «Poor Unfortunate Souls (Reprise)» - «Finale Ultimo» |

La versión actualmente disponible para el circuito regional e internacional incluye más cambios en el orden de las canciones e incorpora un nuevo fragmento de «If Only» interpretado por Tritón en el primer acto. Otra diferencia respecto a producciones anteriores es la omisión del reprise  de «The World Above».

## Repartos originales
| Personaje     | Broadway (2008)                                            | Buenos Aires (2025) |
| Ariel         | Sierra Boggess                                             | Albana Fuentes      |
| Úrsula        | Sherie Rene Scott                                          | Evelyn Botto        |
| Príncipe Eric | Sean Palmer                                                | Pablo Turturiello   |
| Rey Tritón    | Norm Lewis                                                 | Osvaldo Laport      |
| Sebastián     | Tituss Burgess                                             | José María Listorti |
| Scuttle       | Eddie Korbich                                              | Nahuel Adhami       |
| Grimsby       | Jonathan Freeman                                           | Alejandro Vázquez   |
| Flotsam       | Tyler Maynard                                              | Sacha Bercovich     |
| Jetsam        | Derrick Baskin                                             | Nicolás Martínez    |
| Flounder      | Trevor Braun Brian D'Addario Cody Hanford J.J. Singleton * | Valentín Zaninelli  |
| Chef Louis    | John Treacy Egan                                           | Guido Savino        |

* Cody Hanford y J.J. Singleton dieron vida a Flounder durante las representaciones en Denver, pero tuvieron que abandonar la compañía poco después del estreno en Broadway porque habían crecido demasiado y superaban en altura a Sierra Boggess. Tras su marcha, Trevor Braun y Brian D'Addario quedaron como titulares del personaje, siendo este último el elegido para interpretarlo en la première oficial y en el álbum original de Broadway.

## Grabaciones
Existen varios álbumes interpretados en sus respectivos idiomas por los repartos de Broadway (2007), Países Bajos (2012), Rusia (2012) y Japón (2013).
La grabación original de Broadway fue editada por Walt Disney Records el 26 de febrero de 2008 y alcanzó el 26.º puesto en el Billboard 200, la segunda mejor posición conseguida por un cast album en veinticinco años (después del de Rent). El disco incluye las 29 canciones del espectáculo, aunque deja fuera el entreacto instrumental y el tema «Under the Sea» aparece separado en dos partes, al contrario que en el programa de mano original, donde figuraba como un único número. En la 51.ª edición de los premios Grammy recibió una nominación en la categoría de mejor álbum de teatro musical.
La canción «Daddy's Little Angel», que fue añadida en revisiones posteriores y por tanto no está incluida en la grabación original de Broadway, puede escucharse en diferentes idiomas en los álbumes de Países Bajos, Rusia y Japón.

## Premios y nominaciones

### Producción original de Broadway
| Año  | Premio                     | Categoría                                 | Nominado                                 | Resultado |
| ---- | -------------------------- | ----------------------------------------- | ---------------------------------------- | --------- |
| 2008 | Tony Award                 | Mejor música original                     | Alan Menken, Howard Ashman, Glenn Slater | Nominados |
| 2008 | Tony Award                 | Mejor diseño de iluminación en un musical | Natasha Katz                             | Nominada  |
| 2008 | Drama Desk Award           | Mejor actriz en un musical                | Sierra Boggess                           | Nominada  |
| 2008 | Drama Desk Award           | Mejor diseño de escenografía              | George Tsypin                            | Nominado  |
| 2008 | Drama Desk Award           | Mejor diseño de iluminación               | Natasha Katz                             | Nominada  |
| 2008 | Outer Critics Circle Award | Mejor actriz de reparto en un musical     | Sherie Rene Scott                        | Nominada  |
| 2008 | Drama League Award         | Mejor intérprete                          | Sierra Boggess                           | Nominada  |
| 2008 | Grammy Award               | Mejor álbum de teatro musical             | Mejor álbum de teatro musical            | Nominado  |